# 依田憙家
依田 憙家（よだ よしいえ、1931年4月3日 - ）は、日本の東洋史学者。早稲田大学名誉教授。

## 来歴
東京牛込生まれ。本籍長野県。長野県野沢北高等学校を経て、1957年早稲田大学日本史卒。1961年、同大学院商学研究科修士課程修了。1966年、早稲田大学社会科学研究所助手。1967年に専任講師、1970年に助教授を経て、1975年に教授。1992年、「日本帝国主義と中国」で中華人民共和国南開大学歴史学博士。1998年、移行により早稲田大学アジア太平洋研究センター教授。2002年定年退任、名誉教授。この間、北京大学客員教授、復旦大学研究員など。

## 著書
- 日本近代国家の成立と革命情勢 八木書店、1971. 日本史研究叢書
- 戦前の日本と中国 三省堂、1976.
- 日中両国近代化の比較研究序説 竜渓書舎、1986.9. 早稲田大学社会科学研究所研究叢書
- 日本帝国主義と中国 竜渓書舎、1988.10. 早稲田大学社会科学研究所研究叢書
- 日本の近代化 中国との比較において 北樹出版、1989.3. フマニタス選書
- 信州農村と地主制 信毎書籍出版センター、1990.7. 早稲田大学社会科学研究所研究叢書

中国語訳
- 中日近代化比较研究 孙志民,翟新编译 孙志民校订. 生活·读书·新知三联书店上海分店、1988.09.

## 共編著
- 日中戦争占領地区支配資料 編. 竜渓書舎、1987.10.
- 東北アジア研究論叢1-2 王元共編著. 白帝社、2006-10.
- 日中関係の歴史と現在 1-2 王元共編著. 白帝社、2007-08.

## 翻訳
- 中国近代産業発達史 中国棉紡織史稿 厳中平 校倉書房、1966.
- 太平天国 牟安世 新人物往来社、1972.
- 帝国主義と中国の鉄道 宓汝成 竜渓書舎、1987.10. 早稲田大学社会科学研究所翻訳叢書
- 中国知識人の精神史 季羨林散文集 北樹出版、1990.9. フマニタス選書
- 中国近代民主思想史 熊月之 信毎書籍出版センター、1992.3. 早稲田大学社会科学研究所翻訳叢書

## 記念論集
- 日中両国の伝統と近代化 依田憙家教授還暦記念 『依田憙家教授還暦記念論文集』編集委員会編. 竜渓書舎、1992.4.
- 中日文化と政治経済論 依田憙家先生古稀記念論文集 日本版 徐靜波、陳建安、王少普主編. 龍溪書舎、2004.9

## 参考サイト
- 依田憲家教授履歴 (PDF)